# Magnolia officinalis
Magnolia officinalis (con el nombre común de "houpu magnolia" o "magnolia-bark") es una especie de Magnolia originaria de los valles y montañas de China en alturas de 300-1500 metros.

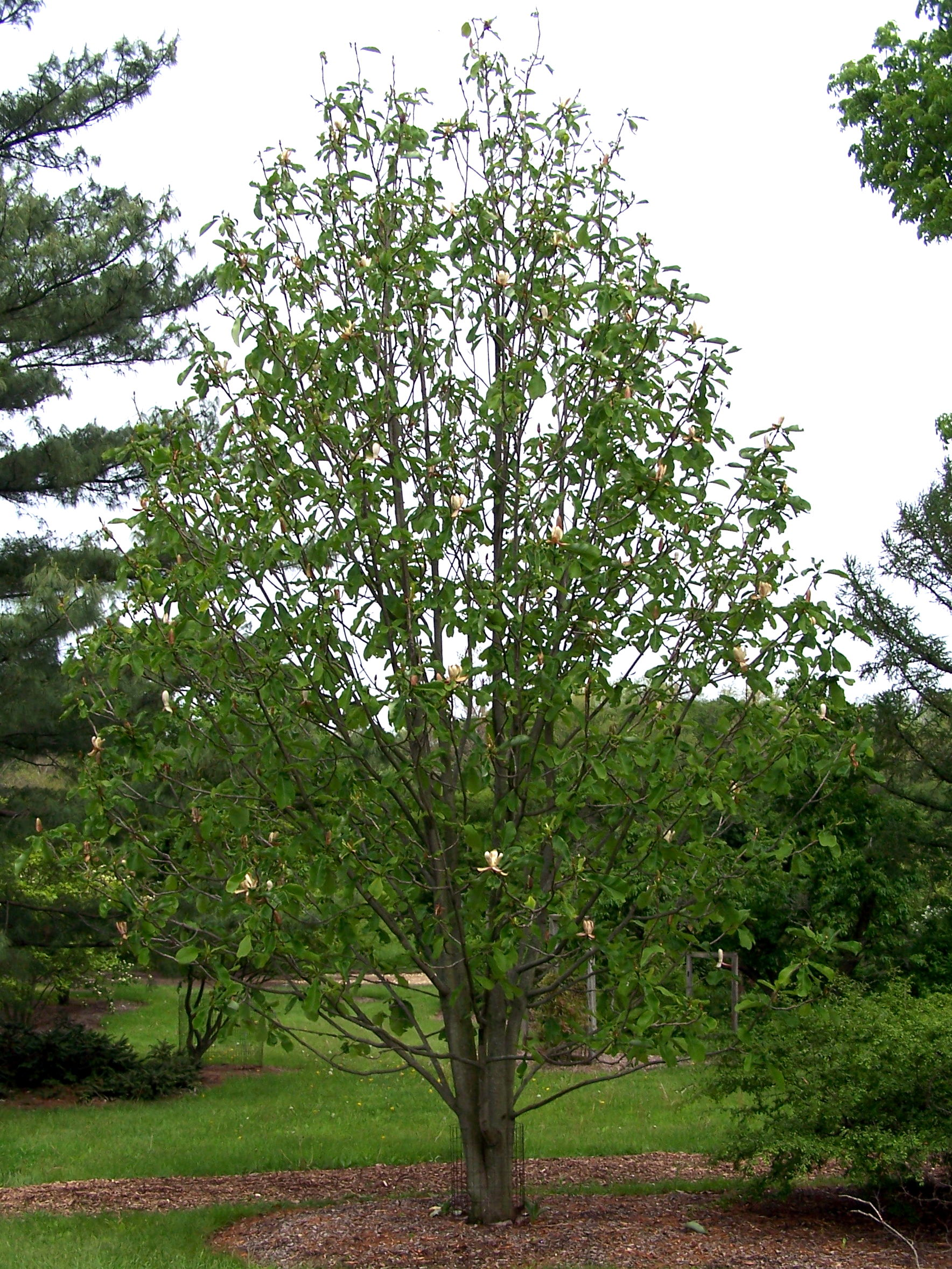
Vista del árbol

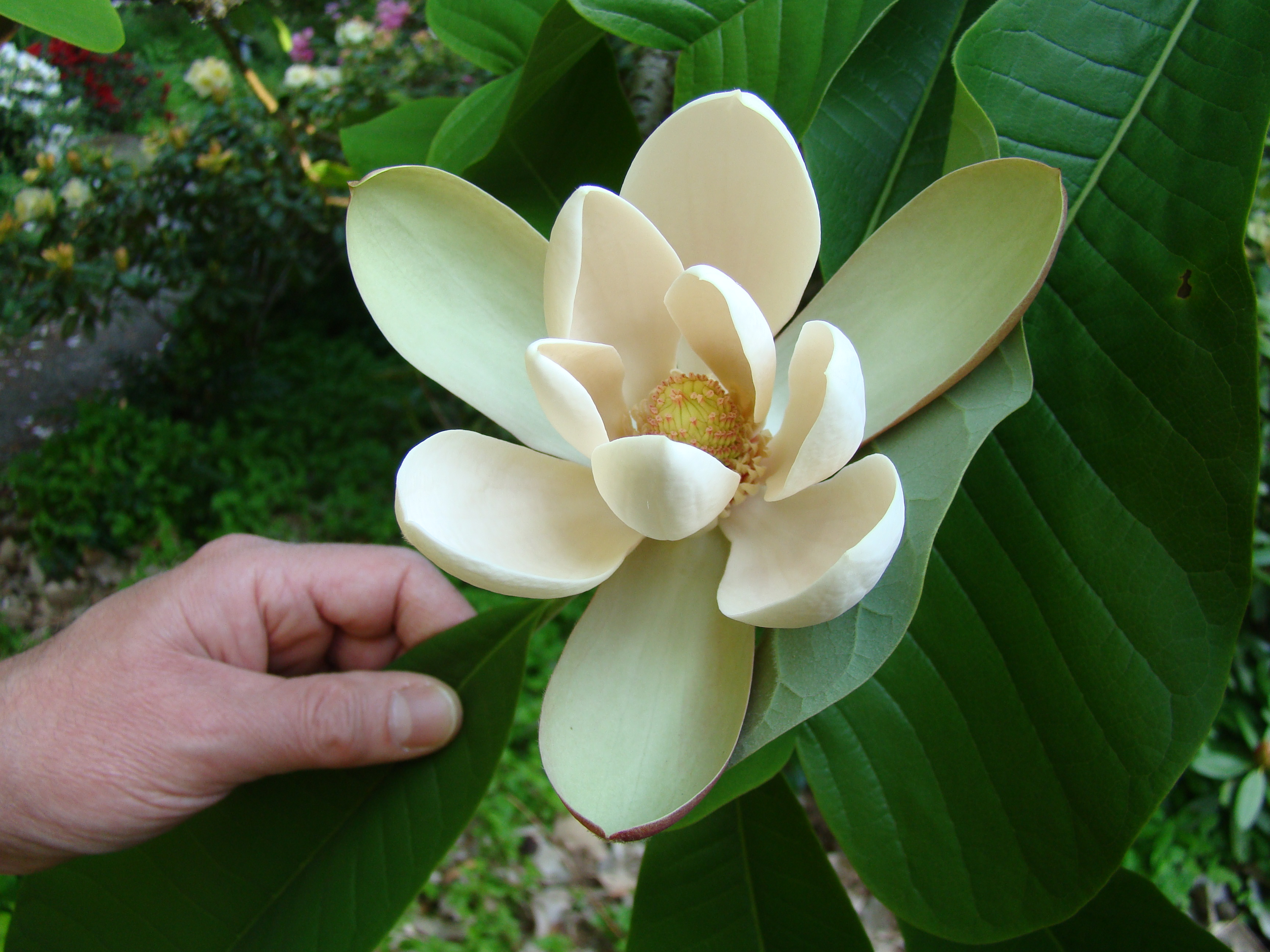
Detalle de la flor

## Descripción
Se trata de un árbol caducifolio que alcanza los 20 metros de altura. La corteza es espesa y marrón, pero no fisurada. Las hojas son anchas, ovadas de 20-40 cm de largo y 11-20 cm de ancho. Las flores son fragantes, de 10-15 cm de ancho, con 9-12 ( raramente hasta 17) tépalos blancos.

## Propiedades
La corteza, los tallos, ramas y raíces se utilizan en la medicina tradicional china, donde es conocido como houpu (de ahí el nombre común). La corteza es muy aromática y contiene magnolol y honokiol, dos compuestos polifenólicos que han demostrado propiedades tanto contra la ansiedad y anti - angiogénicos. También se ha demostrado que reduce las reacciones asmáticas alérgicas. Hoy en día, la mayor parte de la corteza utilizada para uso comercial y doméstico es suministrado por las plantas en cultivo.

## Taxonomía
Magnolia officinalis fue descrito por Rehder & E.H.Wilson y publicado en Plantae Wilsonianae an enumeration of the woody plants collected in Western China for the Arnold Arboretum of Harvard University during the years 1907, 1908 and 1910 by E.H. Wilson edited by Charles Sprague Sargent ... 1(3): 391–393. 1913.
Etimología
Magnolia: nombre genérico otorgado en honor de Pierre Magnol, botánico de Montpellier (Francia).
officinalis: epíteto latino que significa "planta medicinal vendida en herbarios".
Variedades
Hay dos variedades:
- Magnolia officinalis var. officinalis, que tiene las hojas con un ápice agudo .
- Magnolia officinalis var. biloba, que tiene las hojas con una muesca en el ápice. Esta variedad no aparece en la naturaleza, y sólo se conoce en el cultivo.

Sinonimia
- Houpoea officinalis (Rehder & E.H.Wilson) N.H.Xia & C.Y.Wu, in Fl. China 7: 65 (2008).

Magnolia officinalis var. biloba Rehder & E.H.Wilson in C.S.Sargent, Pl. Wilson. 1: 392 (1913).
- Magnolia biloba (Rehder & E.H.Wilson) W.C.Cheng & Y.W.Law, Icon. Cormophyt. Sin. 1: 787 (1972).
- Magnolia officinalis subsp. biloba (Rehder & E.H.Wilson) W.C.Cheng & Y.W.Law in W.C.Cheng, Sylva Sinica 1: 449 (1983).

Magnolia officinalis var. officinalis.
- Magnolia officinalis var. pubescens C.Y.Deng, J. Nanjing Inst. Forest. 1986: 145 (1986).
- Magnolia cathayana D.L.Fu & T.B.Chao, Nat. & Sci. 1: 49 (2003).
- Magnolia officinalis var. glabra D.L.Fu, T.B.Chao & H.T.Dai, Bull. Bot. Res., Harbin 27: 388 (2007).[3][4]